# Country rap
Il Country rap è un genere musicale di fusione tra la musica country e il rap. Forse per evitare la poco felice abbreviazione c-rap, tale stile è conosciuto con diversi altri nomi quali "hick hop", "hill hop", "hip hopry", e "country hip hop". 
Lil Nas X è il più conosciuto artista country rap con la sua canzone Old Town Road.
Artisti conosciuti primariamente come rapper con accentuate influenze country sono invece Bubba Sparxxx (specialmente dal suo secondo album, Deliverance) e Buck 65, mentre il genere include artisti rap rock con influenze country quali Kid Rock ed Everlast. Tow Down, rapper di Houston, si è dedicato al country rap nel suo album di debutto By Prescription Only, in particolare nel brano intitolato Country Rap Tune featuring Big Pokey e l'ultimo Hawk.
Altri esempi di country rap sono:
- "Country Rock & Rap", singolo del 1982 dei The Disco Four.
- "Country Rap", album ed omonimo singolo del 1987 dei Bellamy Brothers.
- '"Hillbilly Rap,'" traccia dell'album del 1996 di Neal McCoy. Le liriche di "The Ballad of Jed Clampett" (The Beverly Hillbillies theme song) sono eseguite in stile Tone Lōc.
- "Wayfarin Stranger", traccia del 1997 di Spearhead
- "Country Rap Tune", singolo del 2000 di Tow Down
- "Timber", singolo del 2013 di Pitbull e Ke$ha.
- "Old Town Road", singolo del 2019 di Lil Nas X e di Billy Ray Cyrus.

e più recentemente, artisti che si occupano esclusivamente di country rap, ma che hanno solo un brano nel loro repertorio:
- Battlestar America
- Kuntry Killaz
- Chance (come Cowboy Troy, membro dei MuzikMafia).
- Eminemmylou
- Cadillac Zack
- Bubba Sparxxx
- Lil Nas X